# Петров, Андрей Владимирович
Андрей Владимирович Петров (род. 22 декабря 1975) — украинский футболист, полузащитник.

## Игровая карьера
Воспитанник футбольной школы «Днепр-75». 26 апреля 1994 года в игре против запорожского «Торпедо» дебютировал в высшей лиге, заменив на 70 минуте матча Сергея Думенко. Всего в высшем дивизионе Украины сыграл 3 матча. В 2003 году провёл 7 игр в высшем дивизиона Узбекистана в команде «Навбахор».
Большую часть карьеры играл в низших дивизионах Украины и Казахстана. После завершения игровой карьеры перешёл на тренерскую работу в любительских коллективах.